# Igreja de São Pedro da Ribeirinha

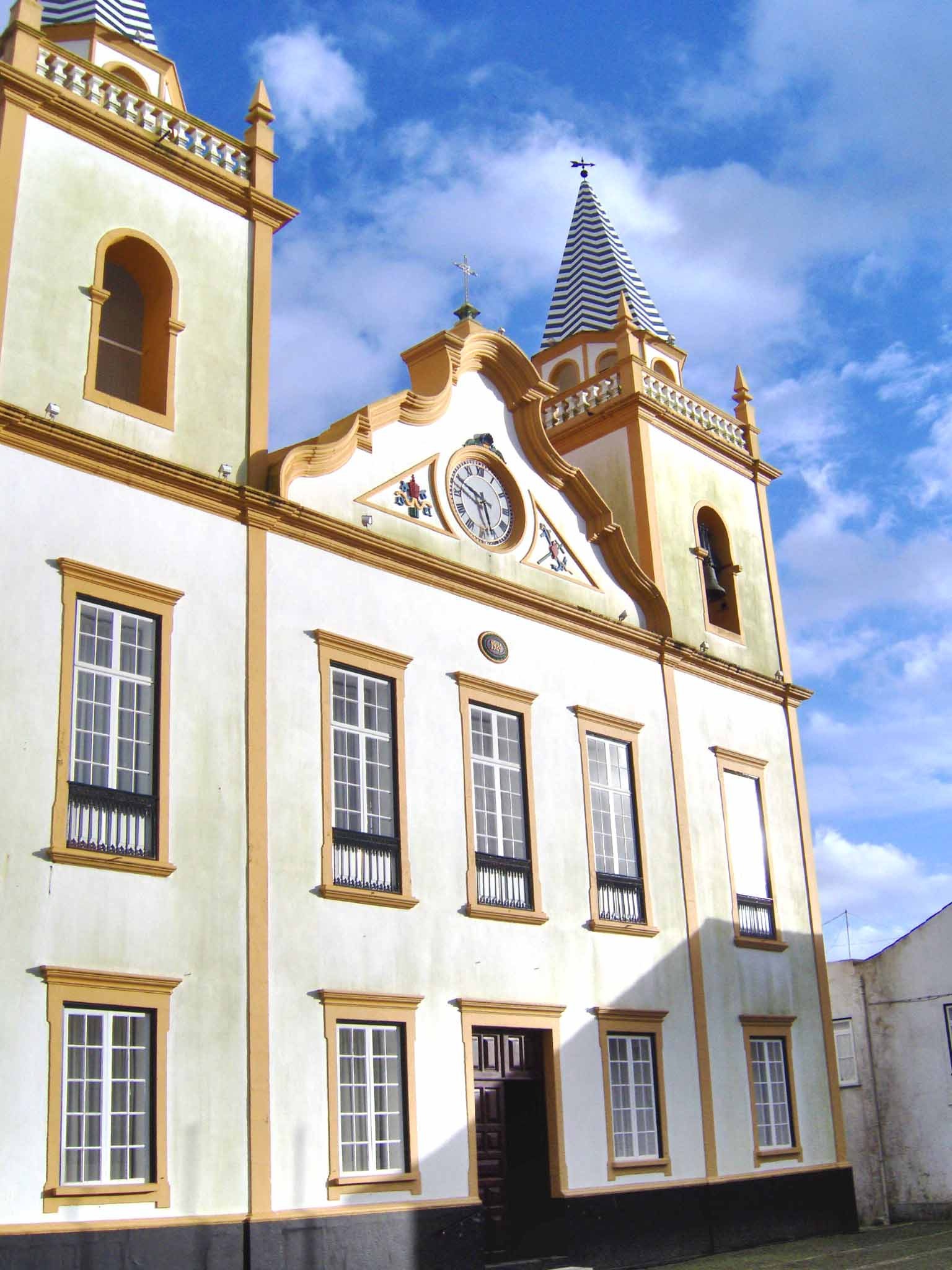
Igreja de São Pedro da Ribeirinha.

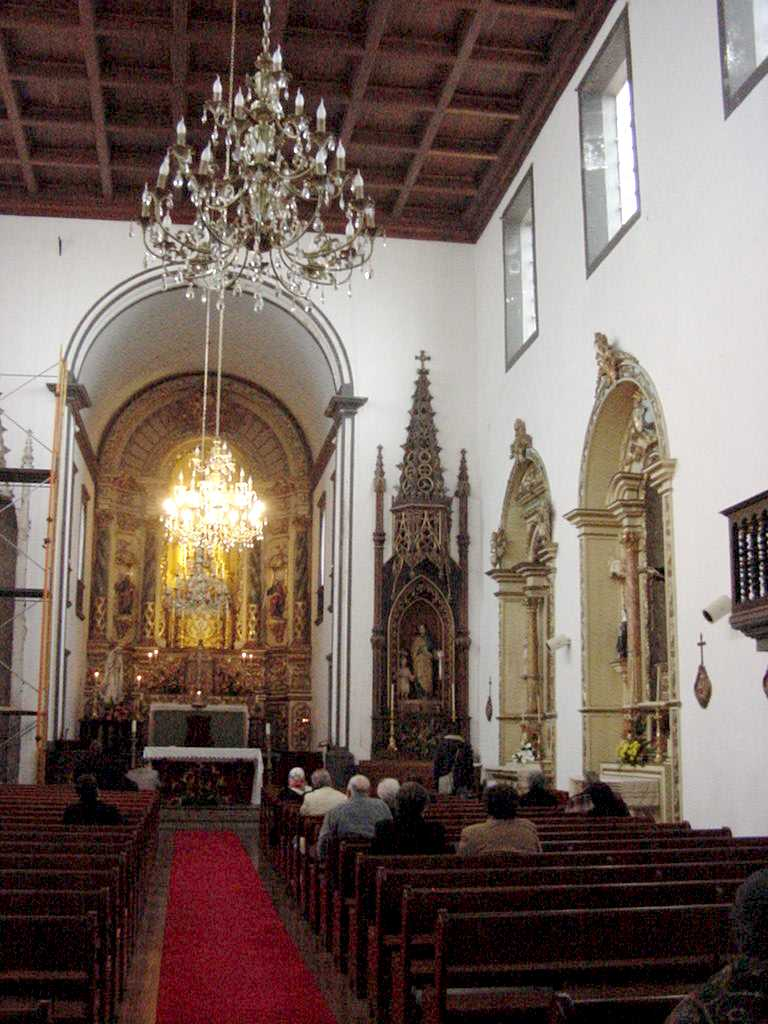
Igreja de São Pedro da Ribeirinha, nave.

Igreja Paroquial São Pedro da Ribeirinha é uma igreja católica portuguesa localizada na freguesia da Ribeirinha, concelho de Angra do Heroísmo, na ilha açoriana da Terceira. Foi edificada no século XVI e reconstruída no século XVIII.
Trata-se de uma imponente edificação religiosa, dedicada a São Pedro, e encontra-se localizada no centro da freguesia. A primitiva imagem do santo padroeiro encontra-se no Museu da Igreja Paroquial da Ribeirinha, e trata-se de uma preciosa escultura em pedra de Ançã que data do século XV.
Esta igreja é ladeada por duas altas torres sineiras e possui no seu frontespício um relógio trabalhado da autoria do sargento e artífice Alberto Ferreira, instalado por volta do ano de 1950.
No interior do edifício existe um interessante altar-mor em talha dourada e uma imagem do Santo Cristo dos Milagres que remonta à época de quinhentos. Esta igreja tem também dois altares em estilo neogótico e quatro de inspiração barroca. A iluminar o sacrário com o Santíssimo Sacramento, encontra-se uma lâmpada lavrada em prata, que remonta ao século XVIII.

## Galeria

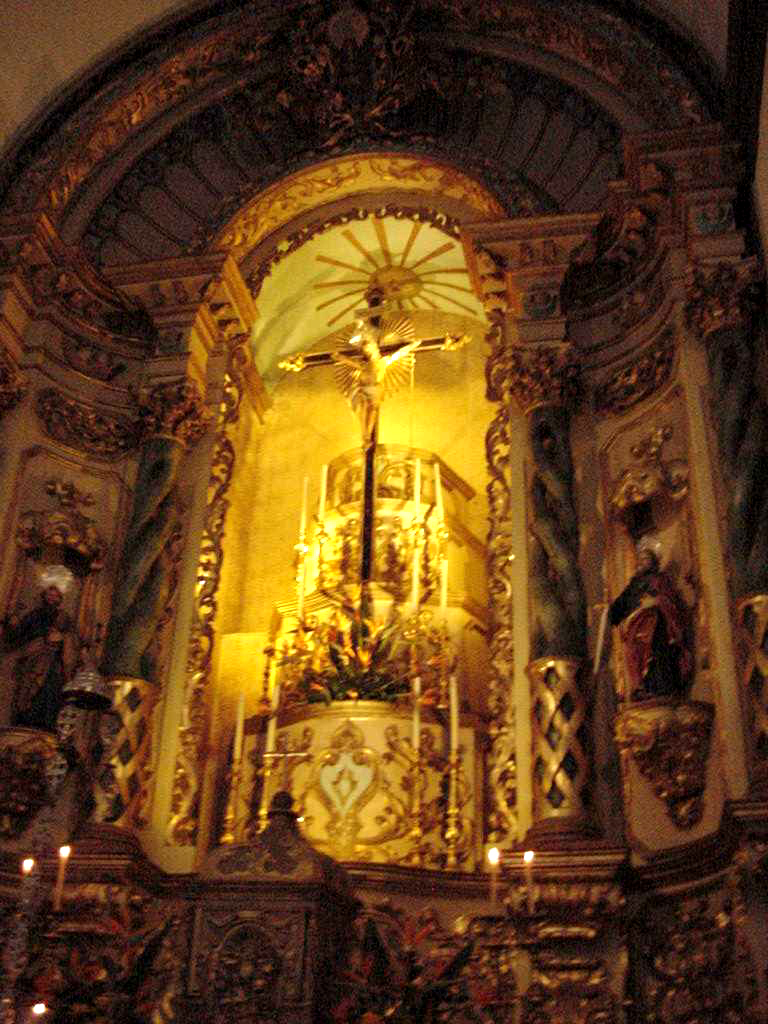
Igreja de São Pedro da Ribeirinha, altar mor.
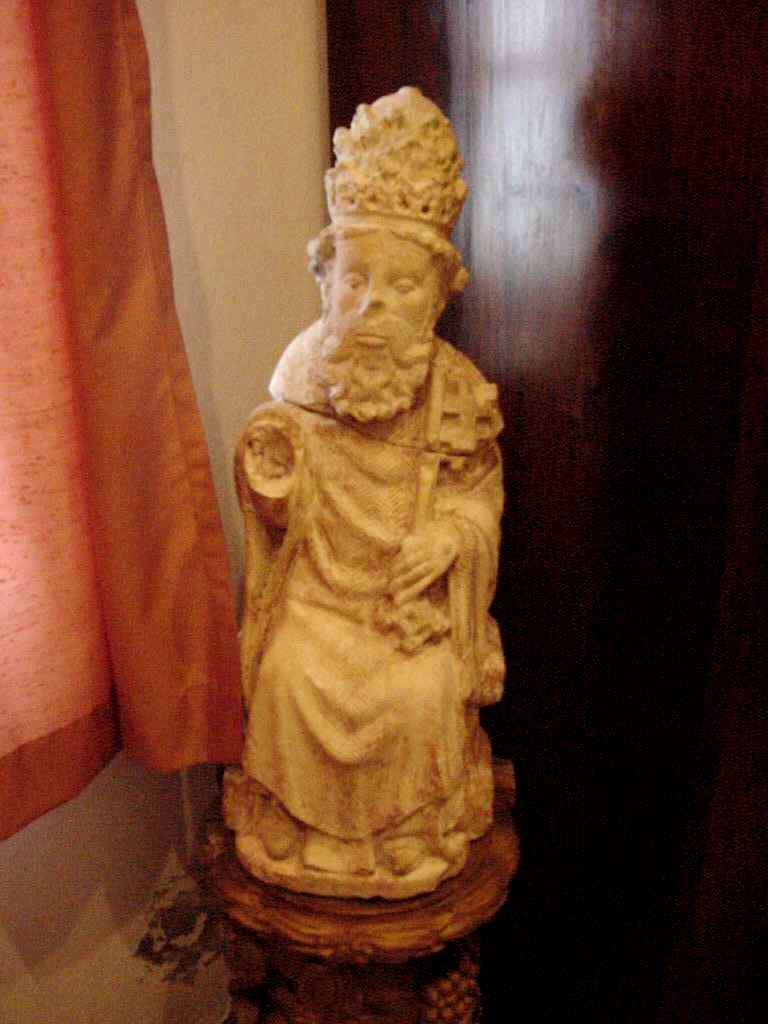
Imagem do Divino Pai Eterno, Museu da Igreja Paroquial de São Pedro da Ribeirinha